# كازوكو كوروساوا
كازوكو كوروساوا (باليابانية: 黒澤和子؛ بالكانا: くろさわ かずこ) هي مصممة أزياء تقليدية يابانية، ولدت في 29 أبريل 1954 في طوكيو في اليابان.

## وصلات خارجية
- كازوكو كوروساوا على موقع IMDb (الإنجليزية)
- كازوكو كوروساوا على موقع ألو سيني (الفرنسية)
- كازوكو كوروساوا على موقع أول موفي (الإنجليزية)
- كازوكو كوروساوا على موقع قاعدة بيانات الأفلام السويدية (السويدية)
- كازوكو كوروساوا على موقع قاعدة بيانات الفيلم (الإنجليزية)
- كازوكو كوروساوا على موقع كينوبويسك (الروسية)